# Jalukse
Jalukse is een plaats in de Estlandse gemeente Lääne-Nigula, provincie Läänemaa. De plaats heeft de status van dorp (Estisch: küla).
Tot in oktober 2013 viel Jalukse onder de gemeente Oru. In die maand werd Oru bij de fusiegemeente Lääne-Nigula gevoegd.

## Bevolking
Het dorp had 86 inwoners in het jaar 2000, 47 inwoners op 31 december 2011 en 55 inwoners op 31 december 2021.

## Ligging
Jalukse ligt ongeveer 16 km ten noordoosten van de stad Haapsalu. De Tugimaantee 17, de secundaire weg van Keila naar Saunja, loopt door Jalukse.
In Jalukse staat een groep zomereiken waarbij volgens de overlevering offers werden gebracht, en er zijn resten van een fort aangetroffen, dat uit het Neolithicum dateert.

## Geschiedenis
Jalukse werd voor het eerst genoemd in 1601 onder de naam Jallus. In 1689 heette het dorp Iallust By (by is Zweeds voor ‘dorp’) en in 1798 Jallukse. Het lag op het landgoed van Udenküll (Uugla).
In 1977 werd een deel van het buurdorp Änniste bij Jalukse gevoegd. Soolu kreeg de rest.